# .lgbt
.lgbt es un dominio de nivel superior patrocinado para la comunidad LGBT, patrocinado por Afilias. El nombre de dominio fue delegado a la Zona raíz del DNS el 18 de julio de 2014. La creación de .lgbt está destinada a promover la diversidad y los negocios LGBT, y está abierto a empresas, organizaciones LGBT y cualquier persona que desee llegar a la comunidad LGBT.

## Primeros usos del dominio
PinkNews y Out Now Consulting fueron de los primeros en lanzar sitios web .lgbt.